# Pixel 5a
Pixel 5aは、 Pixel 5a (5G)とも呼ばれ、Googleによってデザイン、販売されているスマートフォン。 Pixel5の廉価版として位置付けており、2021年8月17日にプレスリリースで正式に発表された後、8月26日にリリースされた 。

## 仕様

### デザインとハードウェア
Pixel 5aは、アルミニウム製の本体とGorilla Glass3による強化ガラスで構成される。色は「Mostly Black」の1色展開のみ。ハウジングにはプラスチックの厚いコーティングが施され、電源ボタンにはテクスチャが施されている。背面にはカメラレンズ、その下の中央に静電容量式指紋センサーを搭載。下端にはステレオスピーカーがあり、また3.5mmのヘッドフォンジャックも搭載される。 USB-Cポートは充電及び他のアクセサリとの接続に使用される。
Pixel 5aは、 Qualcomm Snapdragon 765Gシステムオンチップ（8つのKryo 475コア、 Adreno 620 GPU、 Hexagon 696 DSPで構成）を使用し、6GBのLPDDR4XRAMと128GBの非拡張型UFS2.1内部ストレージを備える。 なおSnapdragon 765Gでは5G接続が可能ではあるものの、サポートされているのは「サブ6」ネットワークのみとなる。 
バッテリーは4680mAhの容量を搭載、最大18Wで急速充電が可能。また、IP67の防水等級を持っており、前モデルから改善されている。 
ディスプレイはHDRをサポートする6.34インチ（161mm） 1080pOLEDディスプレイとなる。ディスプレイのアスペクト比は20：9で、前面カメラの左上隅に円形の切り欠きがある。 
背面カメラは正方形のモジュール内に配置されたデュアルカメラ構成。ワイド28mm77°f / 1.7レンズにはSonyExmor IMX363 12.2メガピクセルセンサーが搭載されており、ウルトラワイド107°f /2.2レンズには16メガピクセルセンサーが搭載される。前面カメラは8メガピクセルのセンサーを使用し、30fpsまたは60fpsで4Kビデオを録画することが可能である。

### ソフトウェア
Pixel 5aは、発売時にはAndroid 11とGoogleCamera 8.2が含まれ、通話画面やパーソナルセーフティアプリなどの機能を備えている。 2024年8月までの延長サポートがあり、OSのメジャーアップデートを受けることができる。

## 既知の問題点
- 4K 60fps動画を撮影すると、本体が過熱する[6]。 シャットダウンする前に、4分間の4Kビデオ（または30分間の1080pビデオ）しか記録できない。 Googleは過熱の問題を調査中としている[7]。
- ディスプレイの下半分のタッチスクリーンに問題がある。 Googleはそれらを調査中としている[7]。
- 本体の電源が入っている状態で画面が映らない、または画面が黒く表示される現象に対して、米国、日本で同製品の購入者を対象に1年間の延長修理プログラムを実施していることを発表した[8]。